# Raysal (Virginia Occidental)
Raysal es un lugar designado por el censo ubicado en el condado de McDowell en el estado estadounidense de Virginia Occidental. En el Censo de 2010 tenía una población de 465 habitantes y una densidad poblacional de 144,32 personas por km².

## Geografía
Raysal se encuentra ubicado en las coordenadas 37°20′13″N 81°46′9″O / 37.33694, -81.76917. Según la Oficina del Censo de los Estados Unidos, Raysal tiene una superficie total de 3.22 km², de la cual 3.18 km² corresponden a tierra firme y (1.21%) 0.04 km² es agua.

## Demografía
Según el censo de 2010, había 465 personas residiendo en Raysal. La densidad de población era de 144,32 hab./km². De los 465 habitantes, Raysal estaba compuesto por el 98.71% blancos, el 0.43% eran afroamericanos, el 0% eran amerindios, el 0% eran asiáticos, el 0% eran isleños del Pacífico, el 0% eran de otras razas y el 0.86% pertenecían a dos o más razas. Del total de la población el 0.43% eran hispanos o latinos de cualquier raza.